# The Boss Baby
The Boss Baby ist eine US-amerikanische computeranimierte Filmkomödie von DreamWorks unter der Regie von Tom McGrath aus dem Jahr 2017. Der Film basiert lose auf dem gleichnamigen Bilderbuch von Marla Frazee. Das Drehbuch schrieb Michael McCullers.
The Boss Baby startete im Verleih von 20th Century Fox am 31. März 2017 in den USA, in Deutschland bereits einen Tag früher, am 30. März. Die Premiere des Films fand am 12. März 2017 beim Miami Film Festival statt.
Im Jahr darauf startete eine Animationsserie zum Film namens The Boss Baby: Wieder im Geschäft. Die Filmfortsetzung unter dem Titel Boss Baby – Schluss mit Kindergarten ist am 2. Juli 2021 in den US-amerikanischen Kinos angelaufen.

## Handlung
Tim Templeton ist ein abenteuerlustiger und phantasievoller siebenjähriger Junge, der den ganzen Tag mit seinen Eltern Ted und Janice Spaß hat und sich wünscht, sie immer für sich zu haben. Doch eines Tages ist Tim überrascht, als ein Kleinkind im Anzug in seinem Haus auftaucht und Ted und Janice ihn stolz den kleinen Bruder von Tim nennen. Tim ist eifersüchtig auf die Aufmerksamkeit, die das Baby empfängt, ganz zu schweigen von verdächtigem und seltsamem Verhalten des Kindes in Abwesenheit der Eltern, aber seine Eltern versuchen, ihn zu überzeugen, dass sie sich gegenseitig lieben werden.
Bald hört Tim, dass das Baby wie ein Erwachsener sprechen kann, und er stellt sich als der Boss vor. Als er eine Gelegenheit sieht, ihn loszuwerden, zeichnet Tim ein Gespräch zwischen ihm und anderen Kleinkindern auf, die in Tims Haus zu einem Treffen sind, um etwas dagegen zu tun, dass Welpen mehr Liebe bekommen als Babys – während die Eltern denken, dass sie spielen. Das Baby und die anderen Kleinkinder verfolgen Tim mit der Tonkassette, die schließlich durch ein Auto zerstört wird. Ohne Beweise, die ihn unterstützen, wird Tim wegen seiner Aggressivität gegenüber den Babys unter Hausarrest gesetzt.
Das Boss-Baby kommt zu Tim und überredet ihn, an einem Schnuller zu saugen, der sie virtuell zu Baby Corp. transportiert, einem Ort, an dem Säuglinge mit erwachsener Intelligenz arbeiten, um die Säuglingsliebe überall zu bewahren. Das Baby erklärt Tim, dass er auf eine Mission geschickt wurde, um zu sehen, warum Welpen mehr Liebe als Säuglinge bekommen, und er in Tims Familie eingeschleust wurde, weil seine Eltern für Puppy Co. arbeiten, die einen neuen Welpen herausbringen wollen. Das Baby erklärt auch, dass er sich wie ein Erwachsener verhalten kann, weil er eine Substanz namens Secret Baby Formula trinkt. Wenn man es aber nicht regelmäßig zu sich nimmt, wird man wieder zu einem normalen Baby. Er hofft, eine Beförderung zu erhalten, wenn er das Geheimnis der neuen Welpen von Puppy Co. aufdecken kann. Bei einem Tag der offenen Tür in der Firma, zu dem Tims Eltern die beiden mitnehmen, entdecken sie die Unterlagen für dieses Projekt. Francis E. Francis, der Chef von Puppy Co., nimmt die beiden jedoch gefangen und erklärt ihnen, dass er auch mal ein Baby war, dann aber wegen seiner Laktose-Intoleranz gefeuert wurde. Er möchte nun die Baby Corp. zerstören, um sich zu rächen. Dazu will er die Secret Baby Formula in Welpen injizieren, damit diese immer jung bleiben. Es beginnt ein Kampf, an dessen Ende er selbst in die Secret Baby Formula fällt, wodurch er wieder ein Baby wird. Das Boss Baby geht zurück zur Baby Corp. und die Erinnerungen der Eltern an das Baby werden gelöscht. Tim jedoch vermisst Boss Baby, der in seinem Schreibtisch-Job auch nicht glücklich ist. Tim fragt Boss Baby in einem Brief, ob er mit ihm leben möchte, woraufhin es seinen Anzug ablegt und als normales Baby in Tims Familie zurückkehrt.

## Produktion

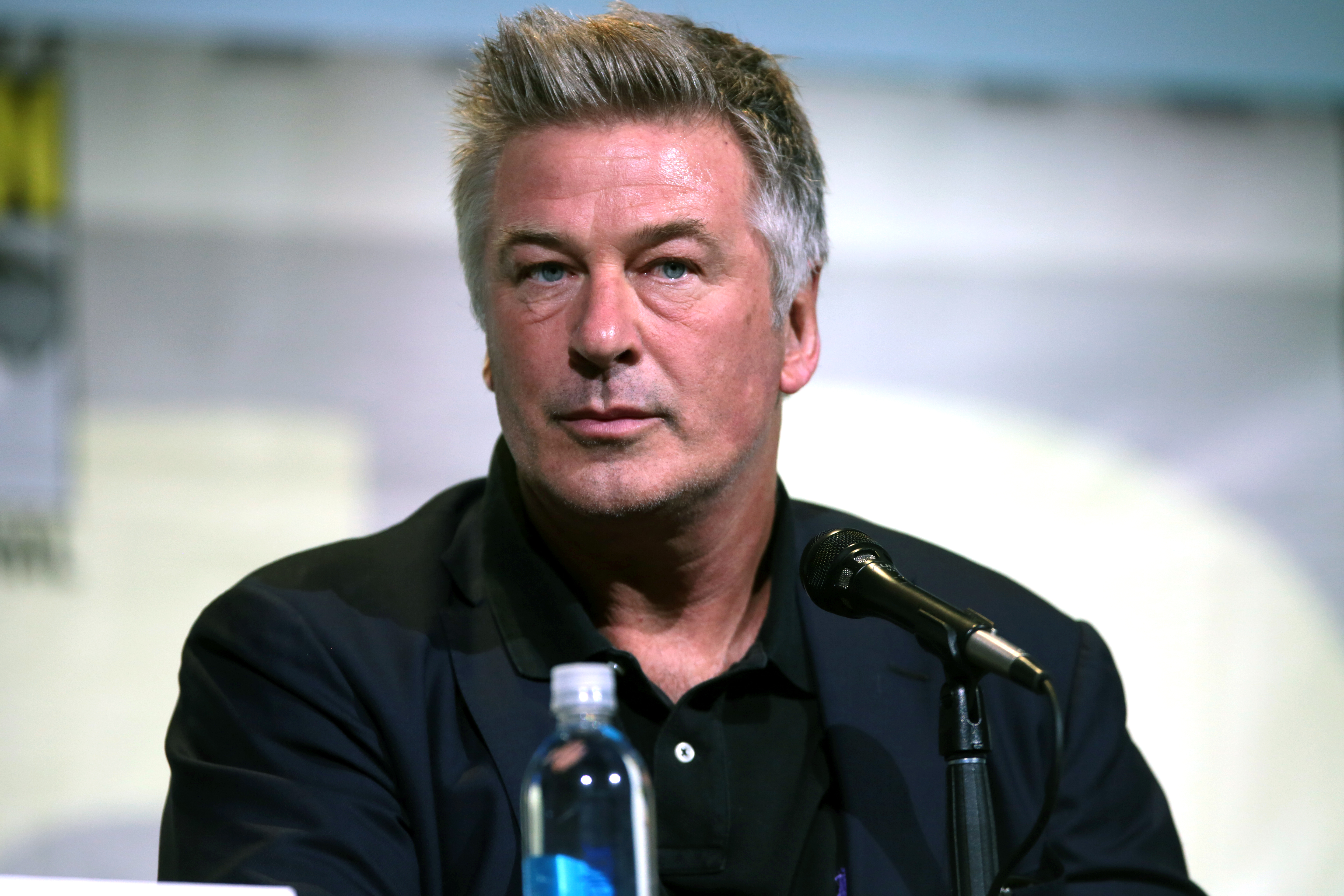
Alec Baldwin bei der San Diego Comic-Con 2016

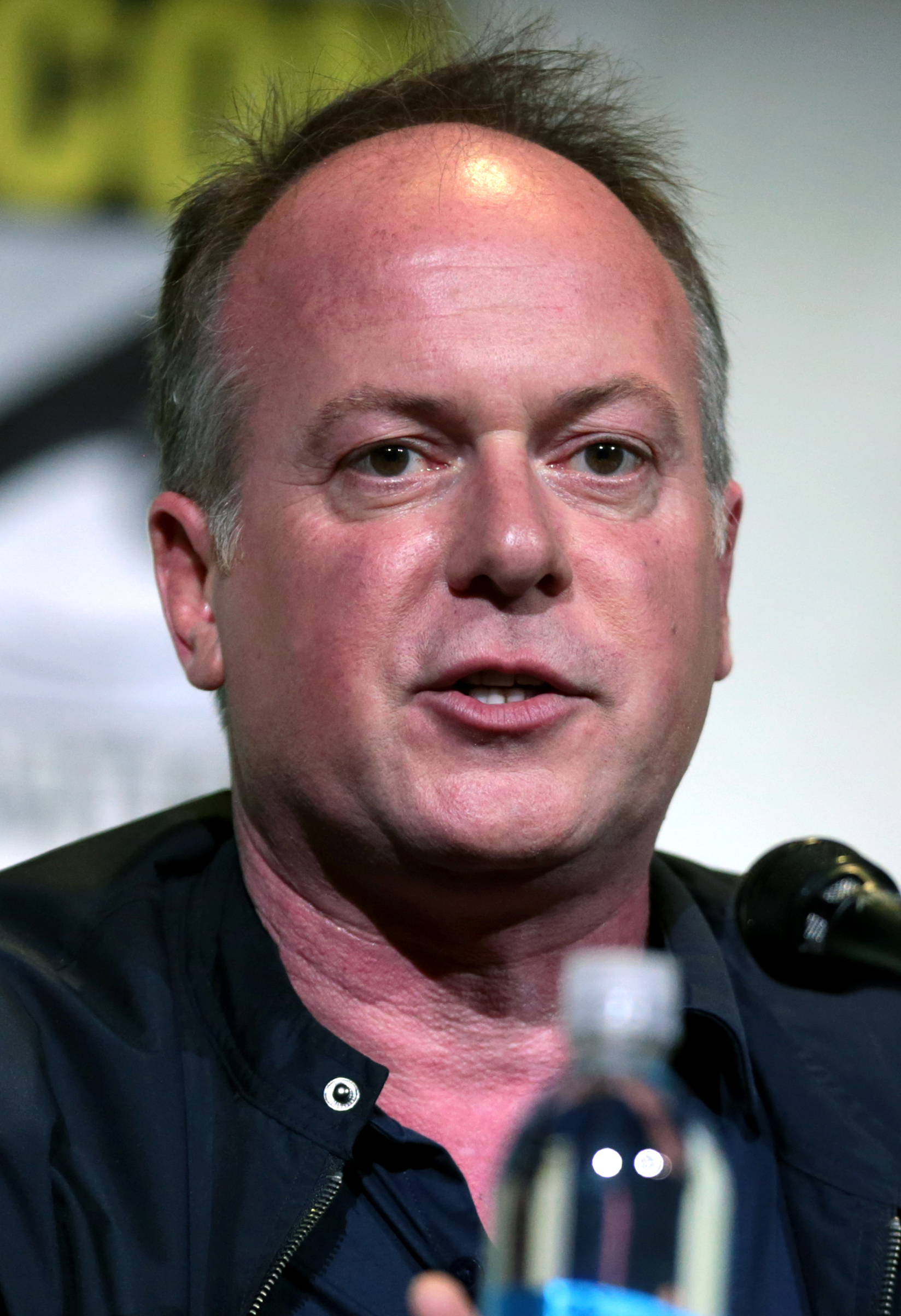
Regisseur Tom McGrath bei der San Diego Comic-Con 2016

Am 12. Juni 2014 gab DreamWorks bekannt, den Film am 18. März 2016 zu veröffentlichen. Als Regisseur wurde Tom McGrath verpflichtet. Am 30. September 2014 traten Alec Baldwin und Kevin Spacey dem Projekt bei, Baldwin in der Rolle des Babys und Spacey als Bösewicht. Als Produzenten wurden Ramsey Naito und Denise Cascino lanciert, das Drehbuch sollte Michael McCullers verfassen. Am 11. Dezember 2014 wurde The Boss Baby im Zeitplan durch Kung Fu Panda 3 ersetzt, ein neues Veröffentlichungsdatum wurde zunächst nicht bekanntgegeben. Am 22. Januar 2015 erhielt der Film als neuen Starttermin den 13. Januar 2017. Dieser wurde im September 2015 nochmals auf den 10. März 2017 verschoben, womit sich Captain Underpants – Der supertolle erste Film auf Sommer 2017 verschob. Im Juni 2016 wurde weiteres zur Besetzung der Stimmen bekannt, u. a. dass Steve Buscemi die Rolle von Kevin Spacey übernimmt. Der Veröffentlichungstermin wurde wiederum verschoben auf das endgültige Datum am 31. März 2017.
Der Film hatte ein Budget von 125 Millionen US-Dollar.

## Synchronisation
Die deutsche Synchronisation des Films übernahm die FFS Film- & Fernseh-Synchron unter der Dialogregie von Marius Clarén.
| Rolle                                 | Originalsprecher         | Deutsche Synchronisation |
| ------------------------------------- | ------------------------ | ------------------------ |
| Boss Baby                             | Alec Baldwin             | Klaus-Dieter Klebsch     |
| Francis E. Francis, CEO von Puppy Co. | Steve Buscemi            | Tobias Lelle             |
| Ted Templeton (Vater)                 | Jimmy Kimmel             | Karlo Hackenberger       |
| Janice Templeton (Mutter)             | Lisa Kudrow              | Ulrike Stürzbecher       |
| Erwachsener Tim/Erzähler              | Tobey Maguire            | Marius Clarén            |
| Timothy Leslie „Tim“ Templeton        | Miles Christopher Bakshi | Cosmo Clarén             |
| Wizzie                                | James McGrath            | Eckart Dux               |
| Eugene Francis                        | Conrad Vernon            | Tilo Schmitz             |
| Staci                                 | ViviAnn Yee              | Olivia Hasper            |
| Drillinge                             | Eric Bell Jr.            | Claude Heinrich          |
| Jimbo                                 | David Soren              | Robert Louis Griesbach   |
| Big Boss Baby                         | Edie Mirman              | Cornelia Meinhardt       |

## Rezeption
Am US-Eröffnungswochenende spielte der Film, der mit 3773 Kopien gestartet war, 50,2 Millionen US-Dollar (44,6 Mio. Euro; 41,7 Mio. Schweizer Franken) ein und platzierte sich damit auf dem ersten Platz der Inlands-Charts. Diesen Platz konnte der Film auch in der Folgewoche behaupten. Bis zum 21. April 2017 spielte er den USA 122,9 Mio. US-Dollar (109,2 Mio. Euro; 102,2 Mio. Schweizer Franken) ein.
Der Film wurde von Kritikern als durchschnittlich wahrgenommen. Von 179 ausgewerteten Kritiken bei der Metaseite Rotten Tomatoes erhielt der Film 53 % positive Bewertungen, mit einer durchschnittlichen Bewertung von 5,5/10 Punkten.

## Auszeichnungen
Oscar 2018
- Nominierung: Bester animierter Film

Golden Globe Award 2018
- Nominierung: Bester Animationsfilm

Saturn Award 2018
- Nominierung: Bester Animationsfilm

## Fortsetzung
2018 startete die Animationsserie The Boss Baby: Wieder im Geschäft.
Die Fortsetzung Boss Baby – Schluss mit Kindergarten ist am 2. Juli 2021 in den US-amerikanischen Kinos angelaufen. Die Regie wurde wie im ersten Film von Tom McGrath bekleidet und auch die restlichen Stimmen sind vom ersten Teil übernommen worden.